# طيران دالو
طيران دالو هي شركة طيران صومالية تعمل في المنطقة الحرة في مطار دبي الدولي مع مركزها الرئيسي في مطار جيبوتي الدولي. تعمل الشركة على تقديم خدماتها من منطقة القرن الأفريقي والشرق الأوسط. توقف الشركة في مارس 2010 لفترة وجيزة ثم استأنفت عملها في وقت لاحق من العام. 